# Prix Hōchi du cinéma
Le prix Hōchi de cinéma (報知映画賞, Hōchi Eiga Shō) est une remise de prix attribués par le quotidien Sports Hōchi, (ancien Hōchi Shimbun) depuis 1976.
Ont été récompensés entre autres :
- Meilleur film : Kagemusha, l'Ombre du guerrier, Hana-bi (はなび)
- Meilleur film international : Star Wars, épisode IV : Un nouvel espoir, Flashdance, Titanic
- Meilleur acteur : Ken Watanabe
- Meilleur réalisateur : Hayao Miyazaki, Takeshi Kitano
- Prix spécial : Princesse Mononoké

## Catégories de prix
- Meilleur film
- Meilleur film international
- Meilleure actrice
- Meilleur acteur
- Meilleur second rôle féminin
- Meilleur second rôle masculin
- Meilleur espoir
- Meilleur réalisateur
- Prix spécial

## Palmarès
| N° | Année | Meilleur réalisateur                                                              | Meilleur film                                    | Meilleur film étranger                                        | Meilleur acteur                                                                                      | Meilleure actrice                                                                            | Meilleur second rôle masculin                                                                           | Meilleur second rôle féminin                                                                | Meilleur espoir                                                                                                   | Prix spécial                                                                       |
| -- | ----- | --------------------------------------------------------------------------------- | ------------------------------------------------ | ------------------------------------------------------------- | --- | -------------------------------------------------------------------------------------------- | --- | ------------------------------------------------------------------------------------------- | --- | ---------------------------------------------------------------------------------- |
| 1  | 1976  | -                                                                                 | The Inugamis (Kon Ichikawa)                      | Taxi Driver (Martin Scorsese)                                 | Tatsuya Fuji (L'Empire des sens)                                                                     | Kumiko Akiyoshi (Banka, Saraba natsuno hikariyo, Ani Imōto)                                  | Hideji Ōtaki (Ani Imōto, Kimi yo funnu no kawa wo watare, Fumō Chitai)                                  | Kiwako Taichi (Otoko wa tsurai yo)                                                          | Mieko Harada (Le Meurtrier de la jeunesse, Lullaby of the Earth)                                                  | -                                                                                  |
| 2  | 1977  | -                                                                                 | Les Mouchoirs jaunes du bonheur (Yōji Yamada)    | La Castagne (George Roy Hill)                                 | Ken Takakura (Hakkodasan, Les Mouchoirs jaunes du bonheur)                                           | Shima Iwashita (Orin la proscrite)                                                           | Katō Takeshi (The Devil's Ballad, Hell's Gate Island)                                                   | Ayumi Ishida (The Gate of Youth)                                                            | Tetsuya Takeda (Les Mouchoirs jaunes du bonheur)                                                                  | Hiromi Gō (Totsuzen arashi no yōni)                                                |
| 3  | 1978  | -                                                                                 | Third Base (Yōichi Higashi)                      | Star Wars, épisode IV : Un nouvel espoir (George Lucas)       | Ken Ogata (L'Été du démon)                                                                           | Meiko Kaji (Suicides d'amour à Sonezaki)                                                     | Tsunehiko Watase (L'Incident, Kōtei no inai hachigatsu, Last of the Ako Clan)                           | Shinobu Ōtake (L'Incident, Seishoku no ishibumi)                                            | Toshiyuki Nagashima (Third Base, Kaerazaru hibi, L'Incident)                                                      | -                                                                                  |
| 4  | 1979  | -                                                                                 | L'Homme qui a volé le soleil (Kazuhiko Hasegawa) | Voyage au bout de l'enfer (Michael Cimino)                    | Kenji Sawada (L'Homme qui a volé le soleil)                                                          | Junko Miyashita (The Woman with Red Hair, Wet Weekend)                                       | Rentarō Mikuni (La vengeance est à moi)                                                                 | Mayumi Ogawa (La vengeance est à moi, The Three Undelivered Letters)                        | Kaoru Kobayashi (Jyu-hassai, umi e)                                                                               | Work of Art Keiko                                                                  |
| 5  | 1980  | -                                                                                 | Kagemusha (Akira Kurosawa)                       | Kramer contre Kramer (Robert Benton)                          | Masato Furuoya (Disciples d'Hippocrates)                                                             | Chieko Baishō (L'Écho de la montagne, Otoko wa Tsurai yo: Series)                            | Tsutomu Yamazaki (Kagemusha)                                                                            | Yoko Aki (Shiki Natsuko)                                                                    | Keigo Oginome (Kaichō-on), Tatsuo Yamada (Crazy Thunder Road, Tekkihei, tonda)                                    | Work of Art Zigeunerweisen                                                         |
| 6  | 1981  | -                                                                                 | Enrai (Kichitaro Negishi)                        | Le Tambour (Volker Schlöndorff)                               | Toshiyuki Nagashima (Enrai)                                                                          | Keiko Matsuzaka (The Gate of Youth, Otoko wa Tsurai yo: Naniwa no koino torajiro)            | Katsuo Nakamura (Kagero-za, Buriki no kunsho, Shikake-nin Baian)                                        | Yūko Tanaka (Hokusai manga)                                                                 | Réalisateur Kôhei Oguri (La Rivière de boue) Eri Ishida (Enrai)                                                   | -                                                                                  |
| 7  | 1982  | -                                                                                 | La Marche de Kamata (Kinji Fukasaku)             | Deux filles au tapis (Robert Aldrich)                         | Mitsuru Hirata (La Marche de Kamata)                                                                 | Kaori Momoi (Giwaku)                                                                         | Akira Emoto (Otoko wa Tsurai yo: Torajiro ajisai no koi, La Rivière Dotonbori)                          | Miyako Yamaguchi (Saraba, adieu ma terre natale ; Farewell to the Land)                     | Satomi Kobayashi (Tenkōsei)                                                                                       | Cinema Square Tōkyū                                                                |
| 8  | 1983  | -                                                                                 | Kazoku Gemu (Yoshimitsu Morita)                  | Flashdance (Adrian Lyne)                                      | Yūsaku Matsuda (Kazoku Gēmu, Detective Story)                                                        | Masako Natsume (The Catch, Time and Tide)                                                    | Jūzō Itami (Kazoku Gemu, Sasameyuki (Bruine de neige), Izakaya Chōji, Meiso chizu, Labyrinthe pastoral) | Mitsuko Baisho (The Geisha et autres), Eiko Nagashima (Ryuji)                               | Tomoyo Harada (The Girl Who Leapt Through Time)                                                                   | -                                                                                  |
| 9  | 1984  | -                                                                                 | The Funeral (Jūzō Itami)                         | Le Meilleur (Barry Levinson)                                  | Saburō Tokitō (The Miracle of Joe Petrel)                                                            | Sayuri Yoshinaga (Ohan, Station to Heaven)                                                   | Kaku Takashina (Mahjong hōrōki)                                                                         | Kin Sugai (The Funeral)                                                                     | Makoto Wada (Réalisateur) (Mahjong hōrōki)                                                                        | Nobuko Miyamoto (The Funeral)                                                      |
| 10 | 1985  | Yoshimitsu Morita (And then)                                                      | And then (Yoshimitsu Morita)                     | Witness (Peter Weir)                                          | Kin'ya Kitaōji (Himatsuri, Haru no kane)                                                             | Mitsuko Baisho ( Lettre d'amour, Ikiteru uchiga hana nanoyo shin-dara sore madeyo to sengen) | Tomokazu Miura (Typhoon Club)                                                                           | Yoshiko Mita (Haru no kane, W's Tragedy)                                                    | Yoshinori Monta (Itoshiki hibiyo)                                                                                 | Minoru Chiaki (Gray Sunset)                                                        |
| 11 | 1986  | Kichitarō Negishi (Whooh! Exploration Unit)                                       | Comic Magazine (Yōjirō Takita)                   | La Rose pourpre du Caire (Woody Allen)                        | Yūya Uchida (Comic Magazine)                                                                         | Ayumi Ishida (House on Fire, Tokei – Adieu l'hiver)                                          | Kei Suma (Kinema no tenchi)                                                                             | Mieko Harada (House on Fire)                                                                | Yuki Saitō (Yuki no dansho - jonetsu)                                                                             | -                                                                                  |
| 12 | 1987  | Kazuo Hara (L'armée de l'empereur s'avance)                                       | L'Inspectrice des impôts (Jūzō Itami)            | Good Morning Babilonia (Paolo Taviani)                        | Takanori Jinnai (Chōchin)                                                                            | Shinobu Ōtake (Eien no 1/2)                                                                  | Masahiko Tsugawa (Marusa no onna)                                                                       | Junko Sakurada (Itazu - Kuma)                                                               | Masahiro Takashima (Totto Channel, Bu Su)                                                                         | -                                                                                  |
| 13 | 1988  | Hayao Miyazaki (My Neighbor Totoro)                                               | Tomorrow (Kazuo Kuroki)                          | Le Dernier Empereur (Bernardo Bertolucci)                     | Hiroyuki Sanada (Kaitō Ruby)                                                                         | Narumi Yasuda (Bakayaro! I'm Plenty Mad)                                                     | Tsurutarō Kataoka (Les Désincarnés)                                                                     | Eri Ishida (A Chaos of Flowers, Espoir et Douleur, Onimaru)                                 | Hiroshi Nishikawa (Kyōshū)                                                                                        | -                                                                                  |
| 14 | 1989  | Toshio Masuda (Shaso')                                                            | Untamagiru (Gō Takamine)                         | Piège de cristal (John McTiernan)                             | Rentarō Mikuni (Sen no Rikyū, [Tsuribaka Nisshi)                                                     | Yoshiko Tanaka (Black Rain)                                                                  | Yoshio Harada (Dotsuitarunen)                                                                           | Hideko Yoshida (Shaso)                                                                      | Hidekazu Akai (Dotsuitarunen)                                                                                     | Yusaku Matsuda (Black Rain)                                                        |
| 15 | 1990  | Jun Ichikawa (Tsugumi)                                                            | Sakura no sono (Shun Nakahara)                   | Field of Dreams (Phil Alden Robinson)                         | Bunta Sugawara (Tekken)                                                                              | Keiko Matsuzaka (The Sting of Death)                                                         | Renji Ishibashi (Rōnin-gai)                                                                             | Kanako Higuchi (Rōnin-gai)                                                                  | Riho Makise (Tokyo Heaven, Tsugumi), réalisateur Joji Matsuoka (Bataashi kingyo)                                  | -                                                                                  |
| 16 | 1991  | Takeshi Kitano (A Scene at the Sea)                                               | Musuko (Yōji Yamada)                             | Le Silence des agneaux (Jonathan Demme)                       | Masatoshi Nagase (Musuko, Asian Beat: I Love Nippon, Mo no shigoto)                                  | Yūki Kudō (War and Youth)                                                                    | Hiroshi Kanbe (Nowhere Man)                                                                             | Jun Fubuki (Nowhere Man)                                                                    | Hikari Ishida (Chizuko's Younger Sister, Waiting for the Flood, My Soul Is Slashed), Naoto Takenaka (Nowhere Man) | -                                                                                  |
| 17 | 1992  | Yōichi Higashi (The River with No Bridge)                                         | Sumo Do, Sumo Don't (Masayuki Suo)               | A League of Their Own (Penny Marshall)                        | Masahiro Motoki (Sumo Do, Sumo Don't)                                                                | Misa Shimizu (Okoge, Sumo Do, Sumo Don't, Future Memories: Last Christmas)                   | Takehiro Murata (Okoge, Minbo)                                                                          | Miwako Fujitani (The Oil-Hell Murder, Netorare Sosuke)                                      | Yuki Sumida (The Strange Tale of Oyuki), Yoshiyuki Omori (The Rocking Horsemen, The Strange Tale of Oyuki)        | -                                                                                  |
| 18 | 1993  | Yōichi Sai (All Under the Moon)                                                   | All Under the Moon (Yoichi Sai)                  | Unforgiven (Clint Eastwood)                                   | Ken Tanaka (Bokyo)                                                                                   | Ruby Moreno (All Under the Moon)                                                             | Ittoku Kishibe (Made in Japan, Samurai Kids, Dying at a Hospital, Many Happy Returns)                   | Junko Sakurada (Déménagement)                                                               | Tomoko Tabata (Déménagement)                                                                                      | -                                                                                  |
| 19 | 1994  | Tatsumi Kumashiro (Like a Rolling Stone)                                          | A Dedicated Life (Kazuo Hara)                    | Schindler's List (Steven Spielberg)                           | Ken'ichi Hagiwara (Ghost Pub)                                                                        | Saki Takaoka (Crest of Betrayal)                                                             | Kiichi Nakai (47 Ronin)                                                                                 | Shigeru Muroi (Ghost Pub)                                                                   | Tomoko Yamaguchi (Ghost Pub)                                                                                      | -                                                                                  |
| 20 | 1995  | Shunji Iwai (Love Letter)                                                         | Le Testament du soir (Kaneto Shindō)             | Les Évadés (Frank Darabont)                                   | Hiroyuki Sanada (Emergency Doctor/Emergency Call, Sharaku, East Meets West)                          | Miho Nakayama (Love Letter)                                                                  | Etsushi Toyokawa (Love Letter, No Way Back, Hanako)                                                     | Meiko Kaji (Onihei's Detective Records)                                                     | Sae Isshiki (Kura)                                                                                                | -                                                                                  |
| 21 | 1996  | Yoshimitsu Morita (Haru)                                                          | Shall We Dance? (Masayuki Suo)                   | Seven (David Fincher)                                         | Kōji Yakusho (Shall We Dance?, Sleeping Man, Shabu gokudo)                                           | Mieko Harada (Village of Dreams)                                                             | Tetsuya Watari (Waga Kokoro no Ginga Tetsudō Miyazawa Kenji Monogatari)                                 | Eriko Watanabe (Shall We Dance?)                                                            | Masanobu Ando (Kids Return)                                                                                       | Kiyoshi Atsumi                                                                     |
| 22 | 1997  | Masato Harada (Bounce ko Gals)                                                    | Welcome Back, Mr. McDonald (Kōki Mitani)         | Jerry Maguire (Cameron Crowe)                                 | Kōji Yakusho (L'Anguille, Paradise Lost, Bounce ko Gals)                                             | Hitomi Kuroki (Paradise Lost)                                                                | Masahiko Nishimura (Marutai no onna, Welcome Back, Mr. McDonald)                                        | Mitsuko Baishō (Tokyo Lullaby, L'Anguille)                                                  | Takako Matsu (Tōkyō biyori)                                                                                       | Work of Art Princesse Mononoké                                                     |
| 23 | 1998  | Takeshi Kitano (Hana-bi)                                                          | Hana-bi (Takeshi Kitano)                         | Titanic (James Cameron)                                       | Akira Emoto (Kanzō-sensei)                                                                           | Mieko Harada (Begging for Love)                                                              | Ren Osugi (Hana-bi, Dog Race)                                                                           | Kumiko Aso (Kanzō-sensei)                                                                   | Rena Tanaka (Ganbatte Ikimasshoi)                                                                                 | -                                                                                  |
| 24 | 1999  | -                                                                                 | Spellbound (Masato Harada)                       | Shakespeare in Love (John Madden)                             | Tomokazu Miura (M/Other, Wait and See)                                                               | Jun Fubuki (Coquille, Spellbound)                                                            | Kippei Shiina (Spellbound, Sloping Shoulder Fox)                                                        | Junko Fuji (Wait and See, The Geisha House, Dreammaker)                                     | Chizuru Ikewaki (Osaka Story), Réalisateur Akihiko Shiota (Moonlight Whispers, Don't Look Back)                   | -                                                                                  |
| 25 | 2000  | Yuji Nakae (Nabbie's Love)                                                        | Face (Junji Sakamoto)                            | Space Cowboys (Clint Eastwood)                                | Yūji Oda (Whiteout)                                                                                  | Naomi Fujiyama (Face)                                                                        | Tadanobu Asano (Tabou, Gojoe: Spirit War Chronicle)                                                     | Naomi Nishida (Nabbie's Love)                                                               | Madoka Matsuda (Nagisa)                                                                                           | -                                                                                  |
| 26 | 2001  | Hayao Miyazaki (Le Voyage de Chihiro)                                             | Go (Isao Yukisada)                               | Galaxy Quest (Dean Parisot)                                   | Yōsuke Kubozuka (Go)                                                                                 | Kyōko Koizumi (Kaza-hana)                                                                    | Tsutomu Yamazaki (Go, Les Prisonniers du paradis, High School Girl's Friend)                            | Kou Shibasaki (Go, Battle Royale, Kakashi)                                                  | Hitomi Manaka (Koko ni irukoto)                                                                                   | -                                                                                  |
| 27 | 2002  | Yoji Yamada (Le Samouraï du crépuscule)                                           | Le Samouraï du crépuscule (Yoji Yamada)          | Monstres et Cie (Peter Docter)                                | Seiichi Tanabe (Hush!, Harmful Insect)                                                               | Rie Miyazawa (Le Samouraï du crépuscule)                                                     | Ryo Ishibashi (Aiki, Dog Star)                                                                          | Miho Kanno (Kewaishi, Dolls)                                                                | Kazushige Nagashima (Mr. Rookie)                                                                                  | -                                                                                  |
| 28 | 2003  | Hideo Onchi (Warabi no kō)                                                        | Doing Time (Yoichi Sai)                          | My Sassy Girl (Kwak Jae-yong)                                 | Toshiyuki Nishida (Get Up!, Tsuribaka nishi 14)                                                      | Shinobu Terajima (Akame 48 Waterfalls)                                                       | Hiroyuki Miyasako (Thirteen Steps, Wild Berries)                                                        | Eri Fukatsu (Like Asura, Bayside Shakedown 2)                                               | Satomi Ishihara (My Grandpa)                                                                                      | -                                                                                  |
| 29 | 2004  | Yōichi Sai (Blood and Bones)                                                      | Nobody Knows (Hirokazu Koreeda)                  | Pur Sang, la légende de Seabiscuit (Gary Ross)                | Satoshi Tsumabuki (Josee, the Tiger and the Fish, A Day on the Planet, 69)                           | Takako Matsu (The Hidden Blade, La Servante et le Samouraï)                                  | Yoshido Harada (A Boy's Summer in 1945, The Face of Jizo, Niwatori wa hadashi da)                       | Masami Nagasawa (Crying Out Love in the Center of the World, Breath In, Breath Out)         | Anna Tsuchiya (Kamikaze Girls, The Taste of Tea)                                                                  | -                                                                                  |
| 30 | 2005  | Kenji Uchida (A Stranger of Mine)                                                 | Always Sanchōme no Yūhi (Takashi Yamazaki)       | De l'ombre à la lumière (Ron Howard)                          | Somegoro Ichikawa (Ashurajō no Hitomi, The Samurai I Loved)                                          | Yūko Tanaka (Hibi, The Milkwoman)                                                            | Shinichi Tsutsumi (Fly, Daddy, Fly, Always Sanchōme no Yūhi)                                            | Hiroko Yakushimaru (Always Sanchōme no Yūhi)                                                | Erika Sawajiri (Break Through!)                                                                                   | -                                                                                  |
| 31 | 2006  | Kichitaro Negishi (What the Snow Brings)                                          | Hula Girls (Sang-il Lee)                         | Mémoires de nos pères (Flags of Our Fathers) – Clint Eastwood | Ken Watanabe (Memories of Tomorrow)                                                                  | Miki Nakatani (Memories of Matsuko and others)                                               | Teruyuki Kagawa (Sway and others)                                                                       | Yū Aoi (Hula Girls, Honey and Clover and others)                                            | Kenichi Matsuyama                                                                                                 | Anime The Girl Who Leapt Through Time, Kazuo Kuroki                                |
| 32 | 2007  | Nobuhiro Yamashita (A Gentle Breeze in the Village, The Matsugane Potshot Affair) | I Just Didn't Do It (Masayuki Suo)               | The Last Show (Robert Altman)                                 | Ryō Kase (I Just Didn't Do It)                                                                       | Kumiko Aso (Town of Evening Calm, Country of Cherry Blossoms)                                | Shirō Itō (Talk, Talk, Talk, Maiko Haaaan!!!)                                                           | Hiromi Nagasaku (Funuke Show Some Love, You Losers!)                                        | Kaho (A Gentle Breeze in the Village)                                                                             | -                                                                                  |
| 33 | 2008  | Ryōsuke Hashiguchi (Gururi no koto)                                               | Departures (Yōjirō Takita)                       | The Dark Knight : Le Chevalier noir (Christopher Nolan)       | Shinichi Tsutsumi                                                                                    | Kyōko Koizumi                                                                                | Masato Sakai                                                                                            | Kirin Kiki                                                                                  | Ayane Nagabuchi                                                                                                   | -                                                                                  |
| 34 | 2009  | Miwa Nishikawa (Dear Doctor)                                                      | Shizumanu taiyō (Setsurō Wakamatsu)              | Gran Torino (Clint Eastwood)                                  | Ken Watanabe                                                                                         | Takako Matsu                                                                                 | Eita | Kaoru Yachigusa                                                                             | Masaki Okada Hikari Mitsushima                                                                                    | Michael Jackson's This Is It                                                       |
| 35 | 2010  | Tetsuya Nakashima Confessions of a Call Girl                                      | Villain                                          | Avatar                                                        | Etsushi Toyokawa A Good Husband Hisshiken Torisashi                                                  | Eri Fukatsu Villain                                                                          | Akira Emoto Villain                                                                                     | Rie Tomosaka A Boy and His Samurai                                                          | Nanami Sakuraba Shodo Girls Takahiro Miura Railways                                                               | -                                                                                  |
| 36 | 2011  | Sion Sono Cold Fish                                                               | Yōkame no semi                                   | Le Stratège                                                   | Masato Sakai Tsure ga Utsu ni Narimashite Nichirin no isan Bushi no Kakeibo                          | Hiromi Nagasaku Wandering Home Yōkame no semi                                                | Denden Cold Fish                                                                                        | Nobuko Miyamoto Hankyū Densha                                                               | Mami Sunada Ending Note                                                                                           | Kaneto Shindō Postcard                                                             |
| 37 | 2012  | Daihachi Yoshida (The Kirishima Thing)                                            | Kagi Dorobō no Method (Kenji Uchida)             | Argo (Ben Affleck)                                            | Ken Takakura (Anata e)                                                                               | Sayuri Yoshinaga (Kita no Kanaria-tachi)                                                     | Mirai Moriyama                                                                                          | Sakura Ando                                                                                 | Shinnosuke Mitsushima (11:25 The Day He Chose His Own Fate) Rena Nōnen (Karasu no Oyayubi)                        | -                                                                                  |
| 38 | 2013  | Kazuya Shiraishi (The Devil's Path)                                               | The Great Passage (Yuya Ishii)                   | 42 (Brian Helgeland)                                          | Ryuhei Matsuda (The Great Passage)                                                                   | Yōko Maki (The Ravine of Goodbye, Sue, Mai & Sawa: Righting the Girl Ship)                   | Pierre Taki (The Devil's Path, Like Father, Like Son)                                                   | Chizuru Ikewaki (The Devil's Path, The Great Passage)                                       | Tatsuki Yoshioka (A Boy Called H)                                                                                 | -                                                                                  |
| 39 | 2014  | Takashi Koizumi (A Samurai Chronicle)                                             | 0.5 mm (Momoko Andō)                             | Jersey Boys (Clint Eastwood)                                  | Junichi Okada (The Eternal Zero)                                                                     | Rie Miyazawa (Pale Moon)                                                                     | Masahiko Tsugawa (0.5 mm)                                                                               | Yuko Oshima (Pale Moon)                                                                     | Nana Komatsu Hiroomi Tosaka Masafumi Nishida                                                                      | Frozen Ken Takakura                                                                |
| 40 | 2015  | Yukihiko Tsutsumi (The Big Bee, Initiation Love)                                  | Solomon's Perjury (Izuru Narushima)              | Still Life (Une belle fin) (Uberto Pasolini)                  | Kōichi Satō (Kishūteneki Terminal, The Pearls of the Stone Man)                                      | Kirin Kiki (Sweet Red Bean Paste)                                                            | Masahiro Motoki (The Emperor in August)                                                                 | Yō Yoshida (Flying Colors, Nōnai Poison Berry, The Pearls of the Stone Man, Hero)           | Suzu Hirose (Our Little Sister) Ryōko Fujino (Solomon's Perjury)                                                  | Momoiro Clover Z (Maku ga Agaru) Katsuyuki Motohiro (Maku ga Agaru)                |
| 41 | 2016  | Lee Sang-il (Rage)                                                                | Her Love Boils Bathwater (Ryōta Nakano)          | Creed (Ryan Coogler)                                          | Tomokazu Miura (The Katsuragi Murder Case)                                                           | Rie Miyazawa (Her Love Boils Bathwater)                                                      | Gō Ayano (Rage)                                                                                         | Hana Sugisaki (Her Love Boils Bathwater)                                                    | Takanori Iwata (Evergreen Love) Ryōta Nakano (Her Love Boils Bathwater)                                           | Your Name                                                                          |
| 42 | 2017  | Yukiko Mishima (Dear Etranger)                                                    | Wilderness (Yoshiyuki Kishi)                     | La Belle et la Bête (Bill Condon)                             | Masaki Suda (Wilderness, Kiseki: Sobito of That Day, Teiichi: Battle of Supreme High, Hibana: Spark) | Yū Aoi (Birds Without Names)                                                                 | Kōji Yakusho (The Third Murder, Sekigahara)                                                             | Rena Tanaka (Dear Etranger )                                                                | Minami Hamabe (Let Me Eat Your Pancreas) Takumi Kitamura (Let Me Eat Your Pancreas)                               | Takeshi Kitano (trilogie Outrage) Stephen Nomura Schible (Ryuichi Sakamoto - Coda) |
| 43 | 2018  | Tatsushi Ōmori (Dans un jardin qu'on dirait éternel)                              | The Blood of Wolves (Kazuya Shiraishi)           | Wonder (Stephen Chbosky)                                      | Kōji Yakusho (The Blood of Wolves)                                                                   | Ryōko Shinohara (The House Where the Mermaid Sleeps, Sunny: Our Hearts Beat Together)        | Kazunari Ninomiya (Killing for the Prosecution)                                                         | Kirin Kiki (Une affaire de famille, Dans un jardin qu'on dirait éternel, Mori no iru basho) | Sara Minami (Shino ne sait pas dire son nom) Aju Makita (Shino ne sait pas dire son nom)                          | Ne coupez pas !                                                                    |
| 44 | 2019  | Shinsuke Satō (Kingdom)                                                           | Mitsubachi to enrai (Kei Ishikawa)               | Joker (Todd Phillips)                                         | Kiichi Nakai (Kioku ni gozaimasen)                                                                   | Masami Nagasawa (Masquerade Hotel, The Confidence Man JP: The Movie)                         | Ryo Narita (Sayonara kuchibiru, Chiwawa-chan)                                                           | Nana Komatsu (Kuru)                                                                         | Tina Tamashiro (Les Fleurs du mal) Ōji Suzuka (Mitsubachi to enrai)                                               | Tonde Saitama                                                                      |
| 45 | 2020  | Nobuhiro Doi (The Voice of Sin)                                                   | Tenet (Christopher Nolan)                        | Naomi Kawase (True Mothers)                                   | Shun Oguri (The Voice of Sin)                                                                        | Asami Mizukawa (A Beloved Wife)                                                              | Gen Hoshino (The Voice of Sin)                                                                          | Aju Makita (True Mothers)                                                                   | Misaki Hattori (Midnight Swan) Hio Miyazawa (His)                                                                 | Mishima: The Last Debate                                                           |

## Source de la traduction
- (en) Cet article est partiellement ou en totalité issu de l’article de Wikipédia en anglais intitulé « Hochi Film Award » (voir la liste des auteurs).